# Euphyia hilaodes
Euphyia hilaodes är en fjärilsart som beskrevs av Turner 1926. Euphyia hilaodes ingår i släktet Euphyia och familjen mätare. Inga underarter finns listade i Catalogue of Life.